# كمان النجوم
كمان النجوم (باليابانية: 星空のバイオリン، بالروماجي: Hoshizora no baiorin) ويعرف أيضا بأسم "Hoshizora no Violin" هو فيلم أنمي ياباني من إخراج سيجي أريهارا من إنتاج استوديو موشي برودكشن عرض في 1 أبريل عام 1994، وبلغت مدتة 126 دقيقة. وتم دبلجة الفيلم إلى العربية من قبل مركز الزهرة وعرض على قناة سبيستون.

## القصة
تدور أحداث القصة عن صبي يحاول صناعة كمان مثالي من الصفر ويصبح أفضل عازف كامان

## الأداء الصوتي
| الشخصية          | الأداء الصوتي                                        |
| ---------------- | ---------------------------------------------------- |
| تاكوجي أوزاوا    | ري تاكانو (أيام الطفولة)، هيرواكي هيراتا (أيام شباب) |
| السيد أوتسوكي    | شيغيرو أوشياما                                       |
| كايو آبي         | إيواي سايوري                                         |
| الجندي كانو      | شينيا أوتاكي                                         |
| والد كوجي        | تاتسويوكي إيشيموري                                   |
| والدة كوجي       | ماساكو إيزوبي                                        |
| الأخ كوجي الأكبر | ساتوشي شيمادا                                        |
| أخت كوجي الصغرى  | تيكو كاوادا                                          |
| لينسكي           | تاميو أوكي                                           |
| جيو كوران        | ميكا كاناي                                           |
| الراوي           | أكيرا كومي                                           |